# Belfried (Crécy-la-Chapelle)

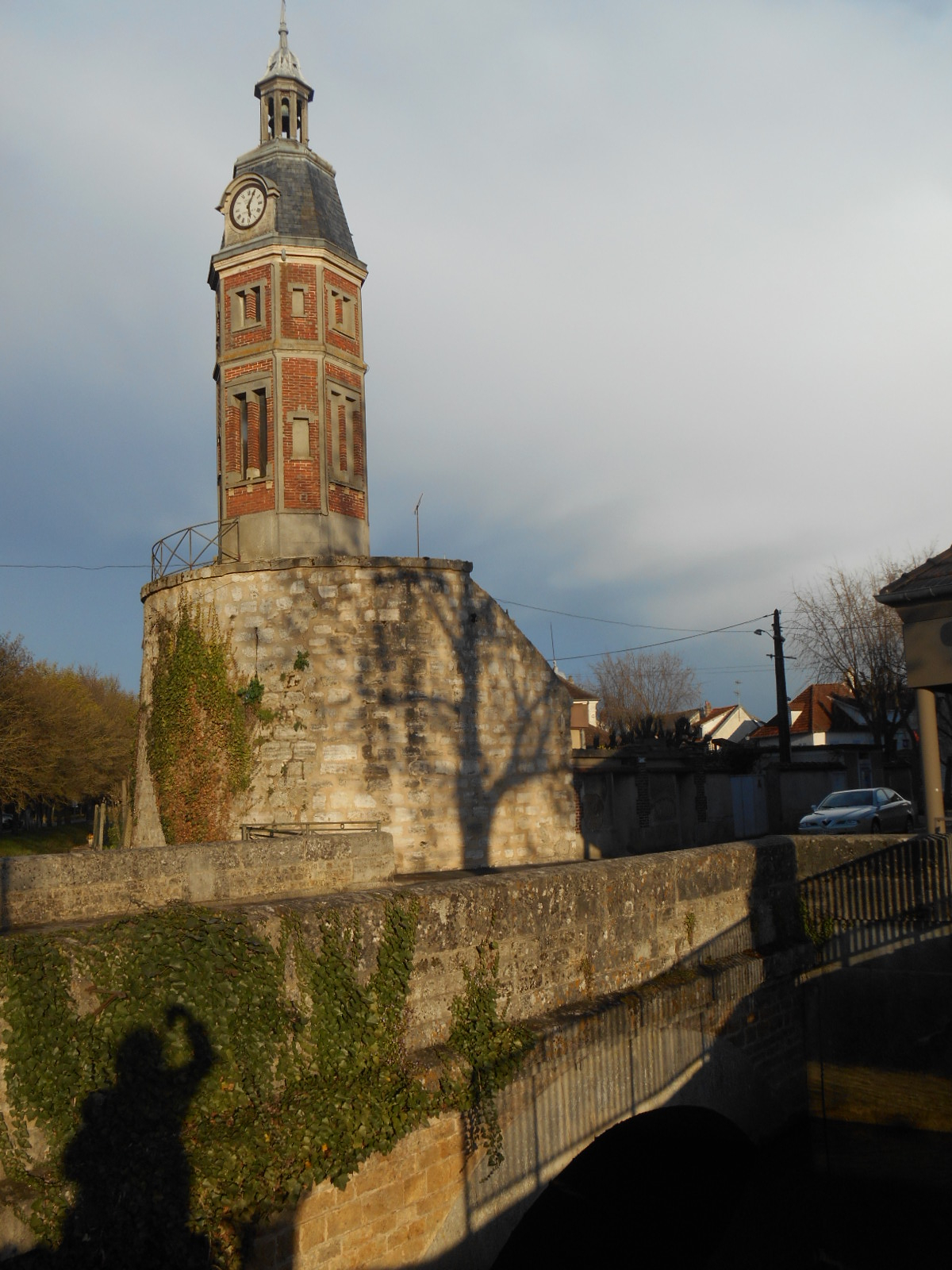
Belfried in Crécy-la-Chapelle

Der Belfried in Crécy-la-Chapelle, einer französischen Gemeinde im Département Seine-et-Marne in der Region Île-de-France, wurde 1865 errichtet. Der Belfried steht in der Rue du Marché.
Der polygonale Turm an der ehemaligen Porte de Meaux aus Ziegelmauerwerk und Haustein wurde auf dem Unterbau eines Turmes der Stadtbefestigung aus dem 12. Jahrhundert errichtet. Er wurde für die öffentliche Uhr erbaut, da kurz zuvor das Rathaus mit der Uhr abgebrochen wurde. Er beherbergt auch die älteste Glocke der Umgebung aus dem Jahr 1624.